# Степанов, Пётр Степанович (Герой Социалистического Труда)
Пётр Иванович Степанов (12 января 1920 — 29 октября 2001) — машинист крана управления строительства Ириклинской ГРЭС треста «Южуралэнергострой» Министерства энергетики и электрификации СССР, Оренбургская область. Герой Социалистического Труда.

## Биография
П. С. Степанов родился 12 января 1920 году в селе Куркуль, ныне Алексеевского района, в Татарской АССР в крестьянской семье. После окончания неполной средней школы работал в колхозе.
Был призван в Красную армию, участвовал в Великой Отечественной войне. В 1943 году был наводчиком батарей 120-миллиметровых миномётов 948-го стрелкового полка 257-й стрелковой дивизии Южного фронта. В 1945 году Степанов был мастером авиавооружения 137-го гвардейского авиационного полка 3-й гвардейской авиационной дивизии. Имел воинское звание младший сержант. В годы войны награждён двумя медалями — «За отвагу» и «За боевые заслуги».
После войны овладел специальностью механизатора, работал помощником комбайнёра. С 1956 года был строителем и экскаваторщиком на Троицкой ГРЭС и Камской ГЭС.
С 1963 года Степанов был машинистом в Уралоэнергострое на Ириклинской ГРЭС в посёлке Энергетик Новоорского района Оренбургской области. Перевыполнял задание на 50-70 %, чем способствовал досрочному пуску ГРЭС, которая дал промышленный ток в ноябре-декабре 1970 года.
С 1980 года был на пенсии, жил в городе Орске. Делегат XXV съезда КПСС.
Скончался 29 октября 2001 года в посёлке Энергетик Новоорского района Оренбургской области. Похоронен на поселковом кладбище.

## Награды
20 апреля 1971 года Степанову было присвоено звание Героя Социалистического Труда с вручением ордена Ленина и золотой медали «Серп и Молот».
В 1985 году был награждён орденом Отечественной Войны II степени.